# Śleszowice

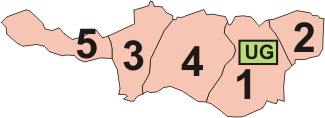
Śleszowice (3.) na planie gminy Zembrzyce

Śleszowice – wieś w Polsce położona w województwie małopolskim, w powiecie suskim, w gminie Zembrzyce, na północ od Suchej Beskidzkiej, położona w dolinie Tarnawki, między Tarnawą Dolną (na wschodzie) i Tarnawą Górną (na zachodzie), w Beskidzie Małym.

## Części wsi
Integralne części wsi Śleszowice: Błachówka, Boguniówka, Kadelówka, Kudziówka, Młynica, Na Piekle, Na Stawach, Piorunówka, Plutówka, Pod Górą, Potoczki, Rówieniec, Słotówka, Strzępek, Śmiechówka, U Dudy, Wierchy, Za Miedzą, Za Potokiem

## Historia
Wieś istniała już prawdopodobnie 2. połowie XIV wieku, kiedy to w dokumentach pojawia się niejaki Jan Szaszko ze Sleszowic. Inne późniejsze dokumenty wymieniają wieś Slechowycze. Śleszowice stanowiły wówczas wieś królewską podległą zamkowi w Barwałdzie. W poł. XV w. wieś należała do parafii w Wadowicach, później do parafii w Mucharzu. Dopiero od 2. połowy XX wieku wraz z sąsiednimi wsiami wchodzi w skład powiatu suskiego.
W latach 1772–1918 Śleszowice były wioską w Galicji austriackiej w obwodzie wadowickim, a po 1867 r., po podziale obwodów na powiaty, należały do powiatu wadowickiego. W latach 90. XIX w. wieś liczyła 133 domy i 879 mieszkańców (349 mężczyzn i 480 kobiet), posiadała tartak i 5 karczm. Śleszowice górne stanowiły własność Gabrysiewiczów (których grobowiec znajduje się na cmentarzu w Mucharzu), Śleszowice dolne były zaś własnością Mehlów. Na przełomie XIX i XX w. nastąpiła emigracja części mieszkańców wsi do Ameryki.
W 1939 r. Śleszowice zostały włączone do powiatu bielskiego w Rzeszy (granica z Generalnym Gubernatorstwem biegła wzdłuż pobliskiej rzeki Skawy). W latach II wojny światowej Niemcy dokonali deportacji mieszkańców wsi do obozów pracy przymusowej w Rzeszy, a na ich miejsce sprowadzono osadników niemieckich.
Od zakończenia wojny w 1945 r. do 1975 r. Śleszowice znajdowały się w województwie krakowskim. W latach 1975–1998 miejscowość położona była w województwie bielskim. W 1981 r. w Śleszowicach rozpoczęto budowę kościoła, który konsekrowano w 1996 r. tworząc niezależną od Mucharza parafię pw. Matki Bożej Częstochowskiej.

## Zabytki
- Kaplica z 1749 r. – 17 maja 1959 r. spotkał się tutaj z mieszkańcami wsi podczas wizytacji duszpasterskiej biskup Karol Wojtyła, późniejszy papież. Wydarzenie to upamiętnia tablica na fasadzie kaplicy.
- Kaplica z 1847 r. – z cennym posągiem Matki Boskiej Bolesnej, datowanym na 2. połowę XV wieku.
- Willa Plutówka – obszerna willa modrzewiowa z werandą. Wybudowana w latach międzywojennych przez Ludwika Gałuszkę.

## Galeria

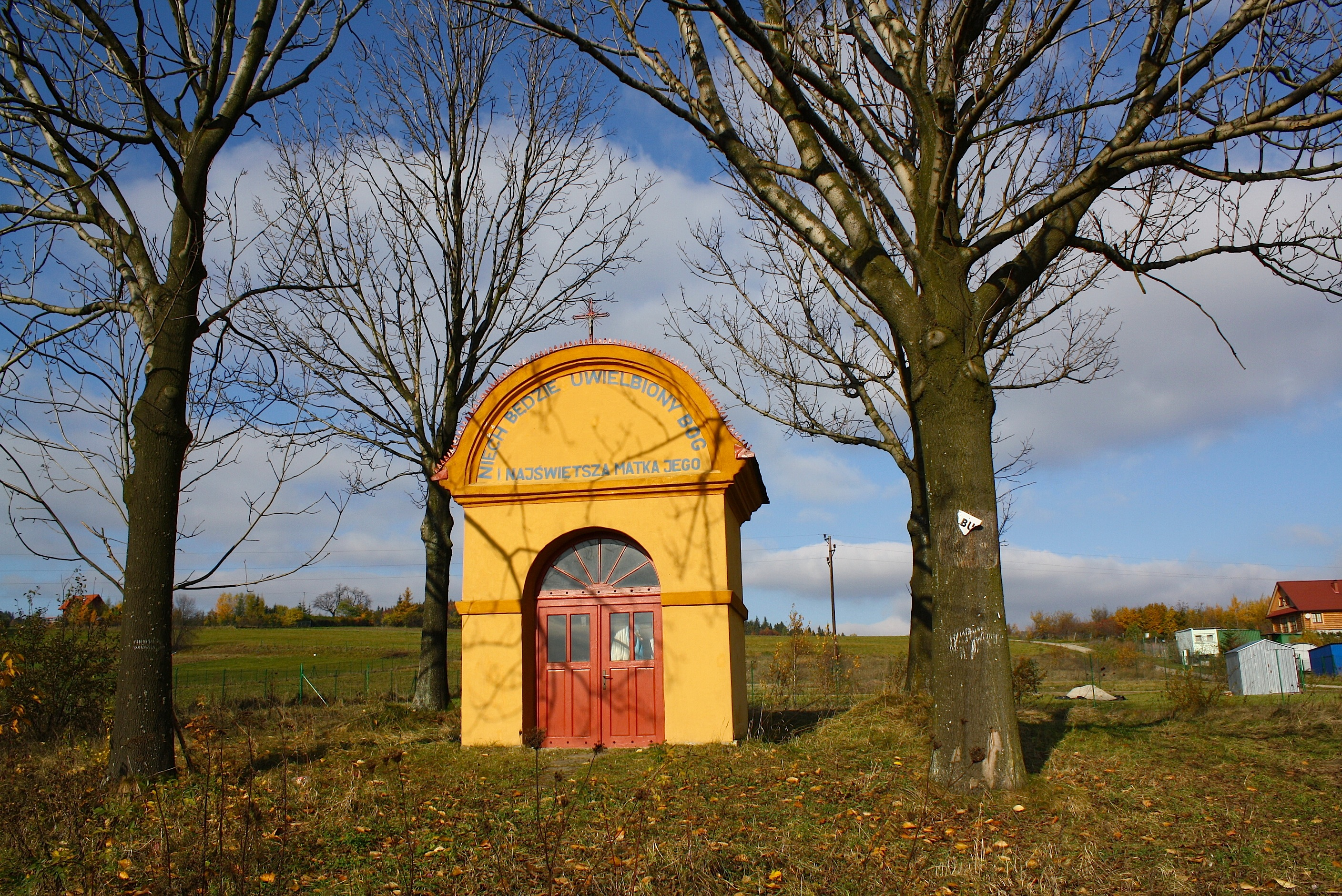
Kaplica z 1847 r. przy drodze do Mucharza
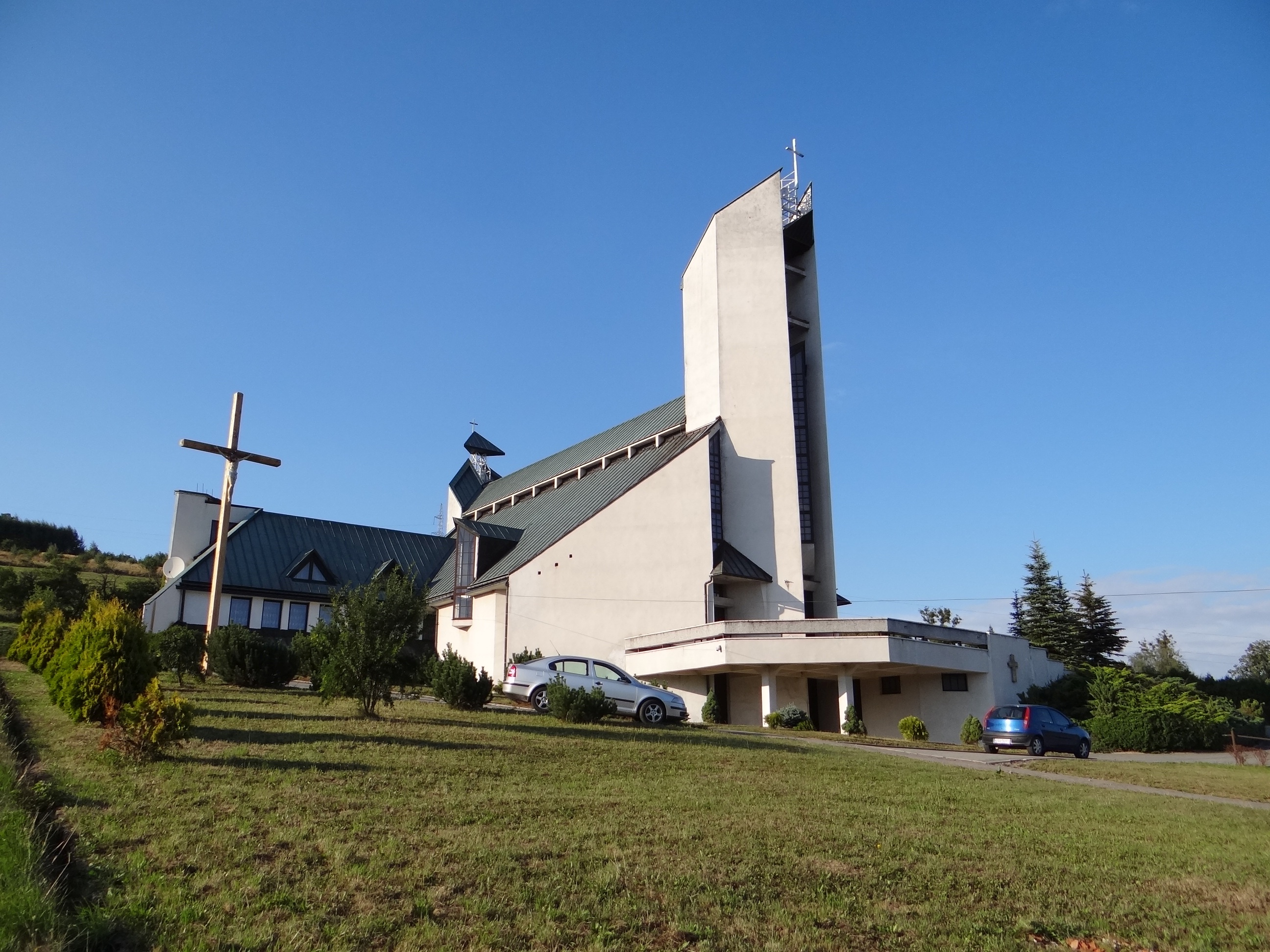
Kościół MB Częstochowskiej
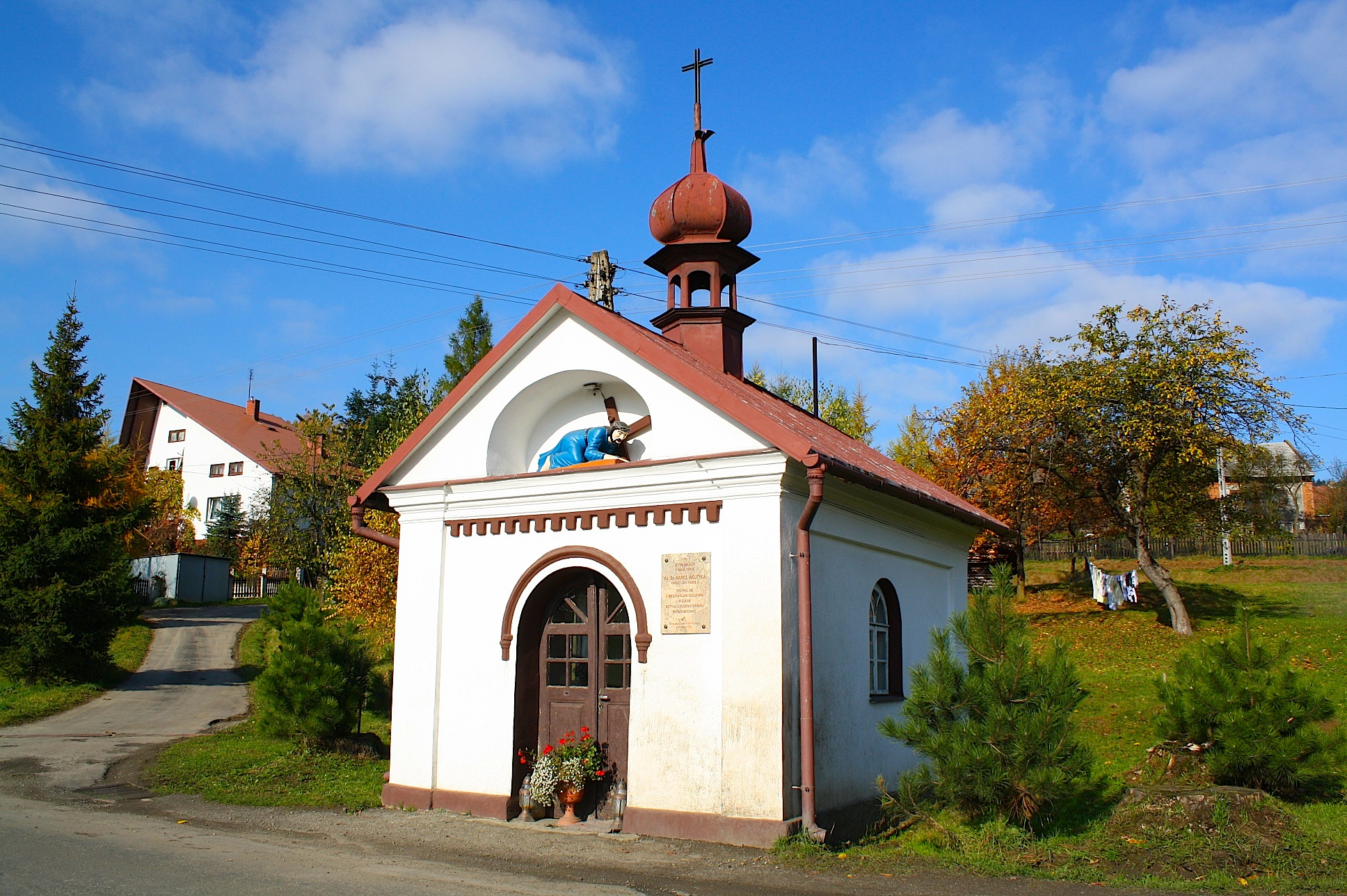
Kaplica z 1749 r. w centrum wsi
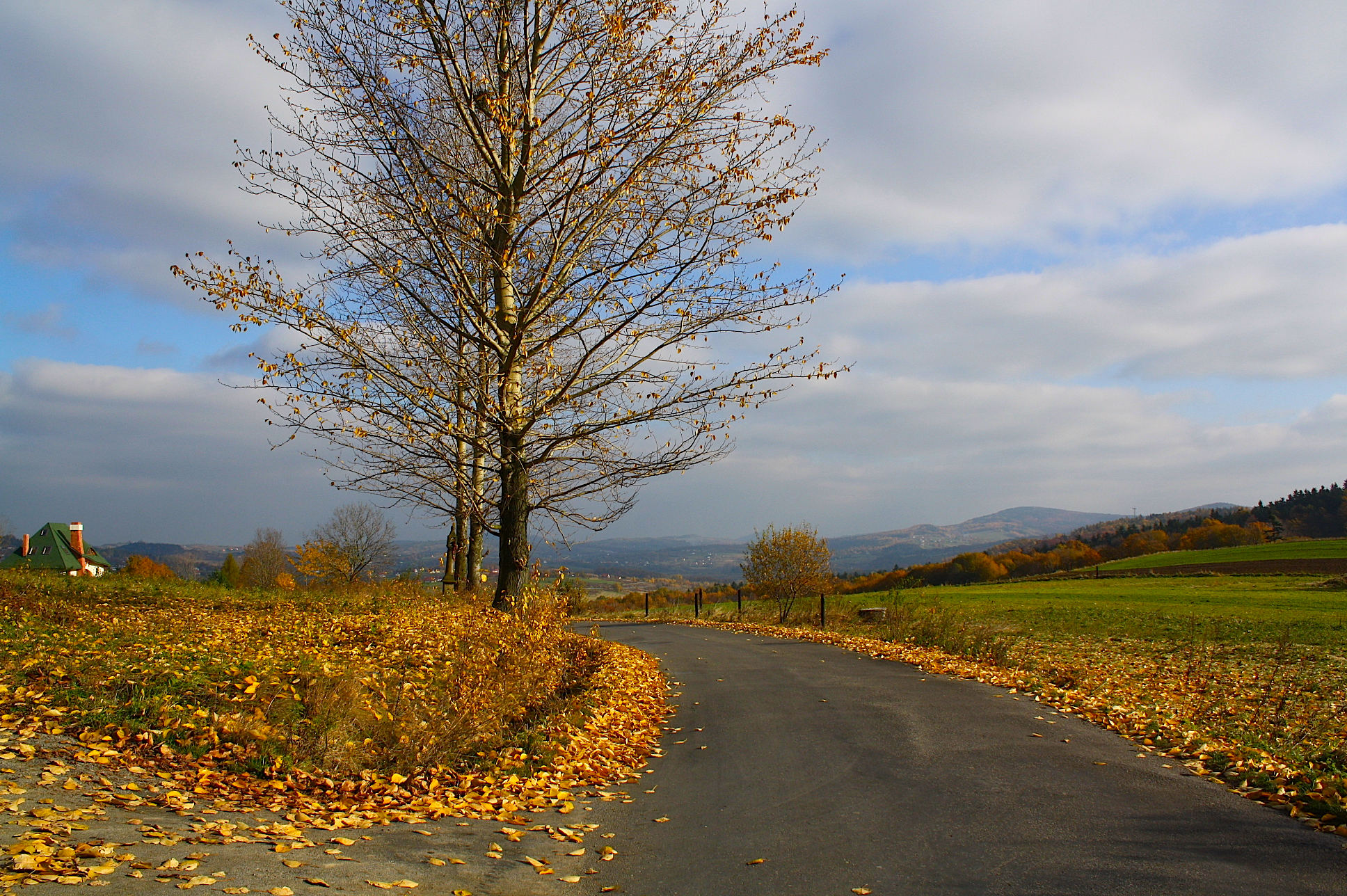
Droga w kierunku Mucharza
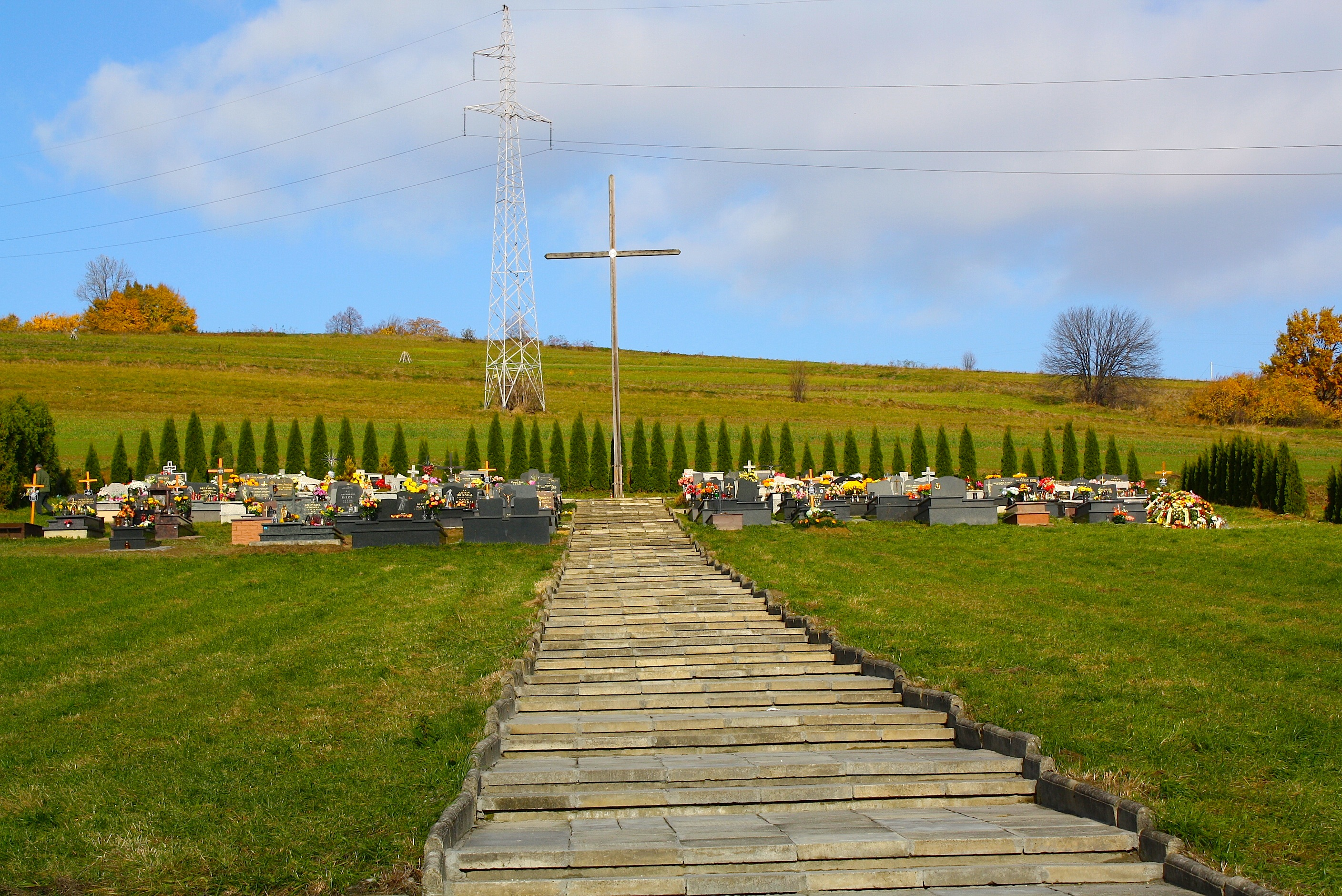
Cmentarz